# J.C.F. Heinzelmann
Johan Christian Friedrich Heinzelmann (24. juli 1762 i Meldorf – 12. maj 1830 sammesteds) var en holstensk landfoged, far til Ludwig Gustav Heinzelmann.
Han var søn af konrektor i Meldorf, dr.phil. Rudolph Friedrich Otto Heinzelmann (20. april 1738 i Hehlingen ved Magdeburg - 19. april 1805 som rektor i Salzwedel-Neustadt) og Auguste Charlotte født Remmers (ca. 1742 - 8. oktober 1769). Han studerede først teologi i Halle, hvor han var lærer ved det kongelige pædagogium, derefter jura og kom 1791 til København. Her blev han 1793 fuldmægtig i det tyske kammerkancelli, 1795 kammersekretær, 1797 tillige bestyrer af tabelværket for Hertugdømmerne, 1800 kammerråd, 1802 justitsråd, 1804 kommitteret i Rentekammeret, samme år deputeret i Tyske Kancelli, 1805 etatsråd, 1806 landfoged i Sønderditmarsken og 1807 tillige inspektør i Kronprinsens Kog.
Heinzelmann, der stod i personlig gunst hos Frederik VI, roses for sin udmærkede embedsførelse, især i krigsårene, og blev 1816 medlem af den kgl. kommission, som skulle gøre forslag til en ordning af Hertugdømmernes bankforhold. I sit udførlige votum frarådede han bestemt at udskille Slesvig og Holsten fra Rigsbanken på den måde, som det senere skete 1818. Han var ligeledes medlem af den 1816 nedsatte stænderkommission for Holsten og udnævntes 1817 til konferensråd. 1809 var han blevet Ridder af Dannebrog og blev 1828 Dannebrogsmand. Han døde 12. maj 1830 i Meldorf.
6. januar 1796 havde han i Nicolai Kirke i København ægtet Jacobine Rahbek (31. december 1777 i København - 7. januar 1855 i Meldorf), datter af justitsråd, toldinspektør Jacob Rahbek. Han er begravet i Meldorf.